# Hervías
Hervías es un municipio de la comunidad autónoma de La Rioja (España). Se sitúa en la Rioja Alta, comarca de Santo Domingo de la Calzada, en el interfluvio de los ríos Oja y Najerilla.
Su economía se basa principalmente en la agricultura (patatas, trigo, cebada, etc.), aunque algunos habitantes se desplazan a diario a trabajar en localidades cercanas.

## Historia
La primera escritura en la que aparece nombrada la villa es en una cesión de Sancho el Mayor, rey de Navarra, del monasterio de Hervías al de San Millán, en 1029.
Se hace mención a Hervías en una escritura de 1221 de donación que hizo a San Millán el señor Fortún González, dando al monasterio los palacios que tenía en la localidad.
El 26 de marzo de 1651 Felipe IV otorgó el título de Conde de Hervías al arzobispo de Burgos, Francisco Manso.
Ha habido una disputa abierta entre Hervías y la cercana localidad de Alesanco acerca de donde nació realmente Zenón de Somodevilla y Bengoechea, Marqués de la Ensenada, debido a la existencia de dos partidas de bautismo, ambas auténticas. La de Hervías está fechada el 25 de abril de 1702 y la de Alesanco el 2 de junio de ese mismo año.
En un punto situado entre los años 1790 y 1801, Hervías se integra junto con otros municipios riojanos en la Real Sociedad Económica de La Rioja, la cual era una de las sociedades de amigos del país fundadas en el siglo XVIII conforme a los ideales de la ilustración.
En el año 1831 tenía 426 almas.

## Geografía humana

### Demografía
Cuenta con una población de 137 habitantes (INE 2024).
| Gráfica de evolución demográfica de Hervías entre 1842 y 2021                                                         |
| |
| Población de derecho según los censos de población del INE. Población de hecho según los censos de población del INE. |

### Comunicaciones
Dos ramales comunican con la carretera N-120, futura Autovía del Camino de Santiago, a 4 km de Santo Domingo de la Calzada y a 13 de Nájera. También hay una carretera asfaltada hacia Bañares.

## Administración y política
| Periodo   | Nombre                               | Partido                                  |
| --------- | ------------------------------------ | ---------------------------------------- |
| 1979-1983 | Eduardo Urbina Urbina                | Unión de Centro Democrático (UCD)        |
| 1983-1987 | Mª Ángeles Villaverde Cañas          | Partido Socialista Obrero Español (PSOE) |
| 1987-1991 | Mª Ángeles Villaverde Cañas          | Partido Socialista Obrero Español (PSOE) |
| 1991-1995 | Jesús Ruíz de Gopegui Ruíz           | Partido Popular (PP)                     |
| 1995-1999 | Jesús Ruíz de Gopegui Ruíz           | Partido Riojano (PR+)                    |
| 1999-2003 | Mª Elena Concepción Martínez Aguirre | Partido Riojano (PR+)                    |
| 2003-2007 | Mª Elena Concepción Martínez Aguirre | Partido Popular (PP)                     |
| 2007-2011 | Mª Elena Concepción Martínez Aguirre | Partido Popular (PP)                     |
| 2011-2015 | Mª Elena Concepción Martínez Aguirre | Partido Popular (PP)                     |
| 2015-2019 | Mª Elena Concepción Martínez Aguirre | Partido Popular (PP)                     |
| 2019-2023 | Mª Elena Concepción Martínez Aguirre | Partido Popular (PP)                     |

## Economía

### Evolución de la deuda viva
El concepto de deuda viva contempla sólo las deudas con cajas y bancos relativas a créditos financieros, valores de renta fija y préstamos o créditos transferidos a terceros, excluyéndose, por tanto, la deuda comercial.
Entre los años 2008 a 2014 este ayuntamiento no ha tenido deuda viva.

## Cultura

### Patrimonio

#### Monumentos y edificios

##### Iglesia parroquial de La Asunción
En ella se conserva la partida de bautismo del Marqués de la Ensenada. Fue construida en varias etapas entre el siglo XVI y el XIX. Consta de una única nave de cuatro tramos cubiertos con bóvedas de aristas sobre arcos de medio punto apoyados sobre columnas toscanas, crucero y cabecera rectangular. Además destacan dos imágenes, una de San Bartolomé (siglo XVI) y otra de la Virgen del Rosario algo posterior y romanista, además de un crucifijo manierista y la Cruz procesional.

##### Palacio de los condes de Hervías
Construido en el siglo XVIII, de mampostería con esquinazos de sillería.

##### Monumento al Marqués de la Ensenada
Monumento situado en el interior del pueblo, aunque visible desde la carretera. Consta de una gran ancla de acero rodeada de flores. Allí está la fuente del pueblo.

#### Bodegas de Prestigio
Está en fase de construcción una nueva bodega, la primera con Denominación de origen calificada Rioja de la localidad. Se sitúa entre el pueblo y el camping de Bañares, cerca de la carretera N-120.

#### Laguna de Hervías
Hay una laguna a 2 kilómetros al NNE del pueblo, con fauna y flora diversa. Es una de las lagunas endorreicas más importantes de Europa. Aunque su estado de conservación no es el óptimo, su visita resulta interesante por el tipo de tierra de la laguna, de color ceniza, ya que permanece seca prácticamente todo el año si éste no es muy lluvioso. No se debe hacer caso a la leyenda que sitúa en este lugar a Negueruela, ya que parte de sus ruinas (la iglesia) se puede ver todavía (2007) a unos 2,1 km al norte de la localidad.

### Deporte
Su frontón local, ahora cubierto, ha sido cuna de buenos pelotaris.

### Fiestas
- 24 de agosto: Acción de gracias y San Bartolomé. Desde hace varios años se vienen organizando conciertos de rock con grupos de ámbito nacional uno de los días del fin de semana, lo que atrae a cientos de jóvenes de localidades cercanas.
- Primer fin de semana de octubre: Romería al Monasterio de Valvanera.

## Personas destacadas
- Zenón de Somodevilla y Bengoechea, Marqués de la Ensenada, estadista y ministro español
- Miguel Capellán, pelotari profesional en la modalidad de mano